# Good Day Sunshine
Good Day Sunshine ist ein Popsong der Beatles. Er wurde erstmals im August 1966 vom  Label Parlophone auf dem Album Revolver veröffentlicht. Für Good Day Sunshine ist wie bei fast allen Liedern der Beatles als Copyright Lennon/McCartney angegeben.

## Urheberschaft
Good Day Sunshine wurde größtenteils von Paul McCartney komponiert, wenn auch unter Beteiligung von John Lennon. Zur Entstehung des Liedes sagte McCartney: „John und ich schrieben es gemeinsam in Kenwood, aber es war im Grunde von mir – und er half mir dabei.“ Inspiration war nach Angaben McCartneys das Lied Daydream von The Lovin’ Spoonful.
McCartney sagte dazu: "Es war wirklich eine Anspielung auf The Lovin' Spoonful's 'Daydream', das gleiche traditionelle, fast traditionelle Jazz-Feeling. Das war unsere Lieblingsplatte von ihnen. "Good Day Sunshine" war mein Versuch, etwas Ähnliches wie "Daydream" zu schreiben."

## Aufnahme
Good Day Sunshine wurde am 8. und 9. Juni 1966 in den Abbey Road Studios in London aufgenommen. Inklusive der Overdubs gab es vier Takes. Produzent war George Martin, Toningenieur war Geoff Emerick. Das Lied wurde in folgender Besetzung eingespielt:
- Paul McCartney (Leadgesang, Bass, Klavier, Handclaps)
- John Lennon (Backing Vocals, Tamburin, Handclaps)
- George Harrison (Backing Vocals, Handclaps)
- Ringo Starr (Schlagzeug, Tamburin, Handclaps)
- George Martin (Klavier)

Die Monoabmischung und die Stereoabmischung erfolgten am 22. Juni 1966.
Bei der Monoversion von Good Day Sunshine ist die Basstrommel am Ende des Liedes nicht zu hören im Vergleich zur Stereoversion.

## Sonstiges
Anfang der 1970er-Jahre wurde der Refrain aus Good Day Sunshine in Werbespots für Langnese-Honig verwendet.
Paul McCartney spielte Good Day Sunshine im November 2005 als Wake-Up-Call für die damalige Besatzung der Internationalen Raumstation (ISS). Die Liveübertragung war Teil eines Konzertes in Anaheim, Kalifornien, wo McCartney zu diesem Zeitpunkt im Rahmen einer Tournee durch die USA auftrat. Es war das erste Mal, dass die NASA einen Konzertausschnitt als Wake-Up-Call für die Astronauten sendete.

## Veröffentlichung
Am 28. Juli 1966 erschien in Deutschland das elfte Beatles-Album Revolver, auf dem Good Day Sunshine enthalten ist. In Großbritannien wurde das Album erst am 5. August 1966 veröffentlicht, dort war es das siebte Beatles-Album. In den USA wurde Good Day Sunshine auf dem dortigen 13. Album Revolver (US-Version) am 5. August 1966 veröffentlicht.